# Jan Fanta
Jan Fanta (* 23. července 1995 Brno) je český zpěvák, herec a semifinalista 6. řady pěvecké soutěže Česko Slovenské SuperStar 2020.

## Vzdělání
Do základní školy chodil v Boskovicích. V roce 2010 začal studovat v Praze na Konzervatoři a VOŠ Jaroslava Ježka obor Muzikálové herectví. Zde po šesti letech studia, v roce 2016, úspěšně absolvoval. Na konzervatoři chodil na herecké semináře s Jozefem Bednárikem. Účinkoval v ročníkových představeních Broadway plná muzikálů (2011, režie: Libor Vaculík) a Chorus Line (2013-2015, režie: Denisa Nová), které se konaly v Divadle Broadway.

## Česko Slovenská SuperStar 2020
V roce 2020 se Jan Fanta účastnil 6. řady soutěže Česko Slovenská SuperStar, kde porotu zaujal nejen svým pěveckým rozsahem a barvou hlasu, ale také nezaměnitelnou image. Finále ho jen těsně minulo a skončil na 11. místě. Všechny písně, které zazpíval v soutěži, jsou dostupné na jeho Spotify.
Pro casting si vybral píseň Love Yourself od Justina Biebera. Porotu nadchl a postoupil do Super výběru, který se konal v Bunkru Drnov. Zde v prvním kole zazpíval Lady Karneval od Karla Gotta a ve druhém Crazy Little Thing Called Love od skupiny Queen. S dalšími 47 soutěžícími postoupil do dalšího Super výběru, který se konal v divadle v Karlových Varech. Tady zazpíval spolu s Mikulášem Hrbáčkem, Michalem Chomou a Samuelem Meyersem píseň Story of My Life od One Direction. Z této jediné čistě pánské čtveřice této řady postoupili do dalšího výběru tři soutěžící, včetně Jana Fanty. V Super výběru konaném v Hotelu Imperial zazpíval duet Ain't No Mountain High Enough spolu s Lucií Bikárovou. Oba postoupili do semifinále, které se konalo v Clubu Epic v Praze. Tady zazpíval Jan Fanta píseň I'm Still Standing od Eltona Johna a umístil se na krásném 11. místě.

## Hudba a pěvecká kariéra
Od roku 2001 studoval po dobu devíti let v ZUŠ Boskovice obor hra na klavír. Zde se současně vzdělával v oborech hra na flétnu a literárně-dramatický obor. V patnácti letech získal 1. místo v pěvecké soutěži Rawski Mityng Wokalny ve městě Rawa Mazowiecka v Polsku, které rok nato obhájil.
V 5. ročníku konzervatoře, v roce 2015, uspořádal spolu se svými pěti spolužáky (Richardem Pekárkem, Andreou Hauer, Denisou Šubrtovou, Pavlem Klimendou a Martinem Holcem) koncert s názvem Děkujeme!, který se konal v pražském divadle Ponec. O rok později společně uspořádali pod názvem Já půjdu dál hned dva koncerty v divadle Royal. V roce 2017, konkrétně 17. června, se uskutečnil další galakoncert Já půjdu dál.
V roce 2020 se stal semifinalistou soutěže Česko Slovenská SuperStar.
Singly:
- Jeden den (2020) prod. LJ Production
- VaJB (2020) prod. LJ Production

## Divadlo
Už během studií na konzervatoři začal účinkovat coby host v muzikálových inscenacích v divadle Divadla J. K. Tyla v Plzni (např. v muzikálech Kočky , Hello Dolly , Bonnie a Clyde nebo Probuzení jara , který získal Cenu Thálie za rok 2015).
Kromě toho pravidelně spolupracuje s několika pražskými scénami – například Divadlo Kalich (Vlasy, Voda (a krev) nad vodou), Divadlo Na Fidlovačce (Po Fredrikovi , Sugar aneb někdo to rád horké aj.), Divadlo Hybernia (Královna Kapeska, Alenka v kraji zázraků aj.), Divadlo Semafor (Zlomené srdce Lady Pamely), Studio DVA (Starci na chmelu) nebo Kongresové centrum (Mamma Mia). V roce 2017 se účastnil úspěšného projektu Madagaskar Tour. V divadle Bez Zábradlí od roku 2021 ztvárňuje roli Clifforda Bradshawa ve světovém muzikálu Cabaret. 

## Film a televize
Během studia si zahrál hlavní roli v celovečerním televizním filmu Na druhý pohled (režie: Petr Nikolaev), který měl premiéru v roce 2014. O dva roky později si zahrál ve filmu Muzikál aneb cesty ke štěstí (režie: Radim Slobodanka). V roce 2016 si zahrál v seriálu Ordinace v růžové zahradě 2.

### Filmové role
- Marek Lang – Na druhý pohled (2014)
- Vašek – Muzikál aneb cesty ke štěstí (2016)

### Seriálové role
- Ordinace v růžové zahradě 2 (2016)
- Šimon Polanský, moderátor – Dobré zprávy (2022)